# Грешем-Парк (Джорджія)
Грешем-Парк (англ. Gresham Park) — переписна місцевість (CDP) в США, в окрузі Декальб штату Джорджія. Населення — 7700 осіб (2020).

## Географія
Грешем-Парк розташований за координатами 33°42′19″ пн. ш. 84°18′49″ зх. д. / 33.70528° пн. ш. 84.31361° зх. д. (33.705385, -84.313745).  За даними Бюро перепису населення США в 2010 році переписна місцевість мала площу 7,27 км², з яких 7,26 км² — суходіл та 0,01 км² — водойми.

## Демографія
Згідно з переписом 2010 року, у переписній місцевості мешкали 7432 особи в 2743 домогосподарствах у складі 1875 родин. Густота населення становила 1023 особи/км².  Було 3362 помешкання (463/км²).
Расовий склад населення:
| - 89,0 % — чорних або афроамериканців - 8,4 % — білих - 0,3 % — азіатів - 0,1 % — корінних американців |

До двох чи більше рас належало 1,7 %. Частка іспаномовних становила 1,5 % від усіх жителів.
За віковим діапазоном населення розподілялося таким чином: 24,2 % — особи молодші 18 років, 64,6 % — особи у віці 18—64 років, 11,2 % — особи у віці 65 років та старші. Медіана віку мешканця становила 35,5 року. На 100 осіб жіночої статі у переписній місцевості припадало 86,0 чоловіків;  на 100 жінок у віці від 18 років та старших — 82,8 чоловіків також старших 18 років.
Середній дохід на одне домашнє господарство  становив 47 021 долар США (медіана — 37 300), а середній дохід на одну сім'ю — 49 208 доларів (медіана — 39 224). Медіана доходів становила 42 050 доларів для чоловіків та 29 156 доларів для жінок. За межею бідності перебувало 28,2 % осіб, у тому числі 45,7 % дітей у віці до 18 років та 14,9 % осіб у віці 65 років та старших.
Цивільне працевлаштоване населення становило 2987 осіб. Основні галузі зайнятості: освіта, охорона здоров'я та соціальна допомога — 19,4 %, роздрібна торгівля — 15,3 %, мистецтво, розваги та відпочинок — 13,6 %.